# Pintadito
Pintadito è un comune dell'Uruguay, situato nel Dipartimento di Artigas.